# 卢益
卢益（?—?），南宋大臣。宋高宗时尚书左丞、参知政事。
卢益在北宋时官至徽猷阁待制。建炎二年（1128年），从试兵部尚书，转任太中大夫，拜为签书枢密院事（一说同知枢密院事）。建炎三年（1129年）三月，担任尚书左丞，然后宋高宗下诏命他和王孝迪一起出使金国。卢益辞行，于是以本职提举西京嵩山崇福宫。